# 4-es busz (Nagykanizsa)
A nagykanizsai 4-es jelzésű autóbusz a Városkapu körút és a Kiskanizsa, Bornemissza utca megállóhelyek között közlekedik. A járatot a Volánbusz üzemelteti.

## Közlekedése
Csak munkanapokon közlekedik, kb. 1-2 óránként.

## Útvonala
| Kiskanizsa, Bornemissza utca felé | Városkapu körút felé |
| --- | --- |
| Városkapu körút – Zemplén Győző utca – Kazanlak körút – Rózsa utca – Teleki utca – Eötvös tér – Fő út – Király utca – Vár utca – Bajcsy-Zsilinszky út – Varasdi utca – Kisrác utca – Nagyrác utca – Tőzike utca – Dobó István utca – Bornemissza Gergely utca – Kiskanizsa, Bornemissza utca | Kiskanizsa, Bornemissza utca – Bornemissza Gergely utca – Pivári utca – Tőzike utca – Nagyrác utca – Kiskanizsa, Nagyrác, forduló – Nagyrác utca – Kisrác utca – Varasdi utca – Bajcsy-Zsilinszky út – Vár utca – Király utca – Fő út – Eötvös tér – Teleki utca – Rózsa utca – Kazanlak körút – Zemplén Győző utca – Városkapu körút |

## Megállóhelyei
Az átszállási kapcsolatok között az Autóbusz-állomás és Kiskanizsa között közlekedő 4A és 4Y buszok nincsenek feltüntetve!
| 0  | Városkapu körút                   | 24 | 6, 6A, 6C, 6Y, 14, 14C, 14Y, C3, C9, C33, C91                | |
| 2  | Rózsa utca                        | 22 | 6, 6A, 6C, 6Y, 14, 14C, 14Y, C9, C33, C91                    | Hevesi Óvoda |
| ∫  | Szolgáltatóház                    | 21 | 6A, 6C, 14, 14C, 14Y, C9, C91                                | Hevesi Óvoda, Hevesi Sándor Általános Iskola                                                                                         |
| 5  | Attila utca - Rózsa utca          | 19 | 6A, 14, 14C, 14Y                                             | Szivárvány EGYMI, Attila Óvoda, Rózsa Óvoda                                                                                          |
| 6  | Rózsa utca 1-2.                   | 18 | 6A, 14, 14C, 14Y                                             | Kőrösi Csoma Sándor Általános Iskola                                                                                                 |
| 7  | Kórház, bejárati út (Teleki utca) | 17 | 6, 6A, 6Y, 10, 10Y, 14, 14C, 14Y, 20, 20Y, 21, 21E, 21Y, C33 | Kanizsai Dorottya Kórház, Vackor Óvoda, Dr. Mező Ferenc Gimnázium és Szakközépiskola                                                 |
| 9  | Eötvös tér                        | 15 | 6, 6A, 6C, 6Y, 10, 10Y, C3                                   | Okmányiroda, Járási Hivatal, Hevesi Sándor Művelődési Központ, Nemzeti Adó- és Vámhivatal, Kálvin téri református templom            |
| 10 | Deák tér                          | 14 | 6, 6A, 6C, 6Y, 10, 10Y, C3                                   | Jézus Szíve templom |
| 11 | Dél-Zalai Áruház                  | 13 | 6, 6A, 6C, 6Y, 8, 8Y, 10, 10Y, 18, C3                        | Városháza, Helyközi autóbusz-állomás, Dél-Zalai Áruház, Rendőrkapitányság, Járásbíróság, Bolyai János Általános Iskola, Erzsébet tér |
| 13 | Király utca (Korábban: DÉDÁSZ)    | 11 | 6, 6A, 6Y, 16, 16A, 41E, C7                                  | Pannon Egyetem - B épület |
| 14 | Gépgyár                           | 10 | 6, 6A, 6Y, 16, 16A, 41E, C7                                  | |
| 15 | Kiskanizsa, Varasdi utca          | 9  | 6, 6A, 6Y, 16, 16A, 41E, C7                                  | |
| 16 | Kiskanizsa, Kisrác utca           | 8  | 41E, C7                                                      | |
| 17 | Kiskanizsa, Kisrác óvoda          | 7  | 41E, C7                                                      | |
| 18 | Kiskanizsa, Nagyrác iskola        | 6  | 41E, C7                                                      | |
| ∫  | Kiskanizsa, Nagyrác, forduló      | 4  | 41E, C7                                                      | |
| ∫  | Kiskanizsa, Nagyrác iskola        | 2  | 41E, C7                                                      | |
| 19 | Kiskanizsa, Tőzike utca           | 1  | 41E, C7                                                      | |
| 20 | Kiskanizsa, Bornemissza utca      | 0  | 41E, C7                                                      | |